# Ontario (Wisconsin)
Ontario is een plaats (village) in de Amerikaanse staat Wisconsin, en valt bestuurlijk gezien onder Vernon County.

## Demografie
Bij de volkstelling in 2000 werd het aantal inwoners vastgesteld op 476. In 2006 is het aantal inwoners door het United States Census Bureau geschat op 462, een daling van 14 (-2,9%).

## Geografie
Volgens het United States Census Bureau beslaat de plaats een oppervlakte van 2,6 km², geheel bestaande uit land. Ontario ligt op ongeveer 271 m boven zeeniveau.

## Plaatsen in de nabije omgeving
De onderstaande figuur toont nabijgelegen plaatsen in een straal van 20 km rond Ontario.